# Trochilodes leonardi
Trochilodes leonardi är en tvåvingeart som först beskrevs av Reginald James West 1925.
Trochilodes leonardi ingår i släktet Trochilodes och familjen parasitflugor. Inga underarter finns listade i Catalogue of Life.